# Yang Ying (1953)
Yang Ying, Chinees: 杨莹, (1953, Sichuan, China) is een voormalig Chinees professioneel tafeltennisster. Yang is haar achternaam.
In 1977 werd ze samen met de Noord-Koreaanse Pak Yong-ok wereldkampioen op het vrouwen dubbelspel.

## Belangrijkste resultaten
- WK
  -  Goud in het vrouwen dubbelspel in 1977 in Birmingham met Pak Yong-ok.